# Gabriel Fajardo
Gabriel Fajardo, né le 17 mars 1917, à Pandacan, aux Philippines et décédé le 19 juillet 2008, à Pasig, aux Philippines, est un ancien joueur et entraîneur philippin de basket-ball. Il est le frère de Felicísimo Fajardo.